# Walentin Owieczkin
Walentin Władimirowicz Owieczkin (ros. Валентин Владимирович Овечкин, ur. 22 czerwca 1904 w Taganrogu, zm. 27 stycznia 1968 w Taszkencie) – rosyjski pisarz.

## Życiorys
Mając 10 lat, zaczął pracować na wsi, później pracował jako szewc. Od 1924 należał do Komsomołu, a o 1929 do WKP(b), od 1929 publikował w gazecie. W 1934 został korespondentem rostowskich gazet „Mołot”, „Kołchoznaja prawda”, później również gazety „Armawirska Kommuna”. W 1937 wykluczono go z partii, a w 1943 przyjęto ponownie. W 1941 został przyjęty do Związku Pisarzy ZSRR. Podczas wojny z Niemcami pracował m.in. w gazecie Frontu Krymskiego „Bojewaja Krimskaja”, a od października 1943 w gazecie „Prawda Ukrainy”. Pisał zbeletryzowane reportaże ukazujące krytycznie życie kołchozów, opowiadania i sztuki teatralne. Polski wybór jego opowiadań ukazał się w 1954 pt. Na pewnym zebraniu i w 1955 pt. Sprawy dnia powszedniego.